# منتخب أيرلندا لاتحاد الرغبي للسيدات
منتخب أيرلندا الوطني لاتحاد الرغبي للسيدات (بالإنجليزية: Ireland women's national rugby union team)‏ هو ممثل جزيرة أيرلندا الرسمي في المنافسات الدولية في اتحاد الرغبي للسيدات. تأسس في 14 فبراير 1993.

## وصلات خارجية
- الموقع الرسمي